# Eduardo Anderson
Eduardo Antonio Anderson Gómez (Panama, 31 gennaio 2001) è un calciatore panamense, difensore del Saprissa, in prestito dall'Alianza Panama, e della Nazionale panamense.

## Carriera

### Club
Londoño è cresciuto nell'Alianza Panama, club dove ha debuttato professionalmente il 24 novembre 2018 nell'incontro di campionato perso 1-0 contro l'Árabe Unido. Ha realizzato la sua prima rete la stagione seguente, il 28 settembre 2019 sempre contro l'Árabe Unido.
L'8 dicembre 2022 è stato ceduto in prestito al San Carlos per una stagione.

### Nazionale
Il 1º maggio 2022 ha debuttato con la Nazionale panamense nell'amichevole persa 3-2 contro El Salvador, incontro dove ha anche realizzato la sua prima rete.
Nel 2023 è stato incluso fra i convocati sia per la fase finale di CONCACAF Nation League sia per la CONCACAF Gold Cup 2023.

## Statistiche

### Presenze e reti nei club
Statistiche aggiornate al 16 luglio 2023.
| Stagione              | Squadra               | Campionato            | Campionato | Campionato | Coppe nazionali | Coppe nazionali | Coppe nazionali | Coppe continentali | Coppe continentali | Coppe continentali | Altre coppe | Altre coppe | Altre coppe | Totale | Totale |
| Stagione              | Squadra               | Comp                  | Pres       | Reti       | Comp            | Pres            | Reti            | Comp               | Pres               | Reti               | Comp        | Pres        | Reti        | Pres   | Reti   |
| --------------------- | --------------------- | --------------------- | ---------- | ---------- | --------------- | --------------- | --------------- | ------------------ | ------------------ | ------------------ | ----------- | ----------- | ----------- | ------ | ------ |
| 2018-2019             | ANPF                  | Alianza Panama        | 3          | 0          |                 | -               | -               |                    | -                  | -                  |             | -           | -           | 5      | 0      |
| 2019                  | LPF                   | Alianza Panama        | 11         | 1          |                 | -               | -               |                    | -                  | -                  |             | -           | -           | 11     | 1      |
| 2020                  | LPF                   | Alianza Panama        | 12         | 0          |                 | -               | -               |                    | -                  | -                  |             | -           | -           | 12     | 0      |
| 2021                  | LPF                   | Alianza Panama        | 18         | 0          |                 | -               | -               |                    | -                  | -                  |             | -           | -           | 18     | 0      |
| 2022                  | LPF                   | Alianza Panama        | 28         | 1          |                 | -               | -               | CL                 | 2                  | 0                  |             | -           | -           | 30     | 1      |
| Totale Alianza Panama | Totale Alianza Panama | Totale Alianza Panama | 72         | 2          |                 | -               | -               |                    | 2                  | 0                  |             | -           | -           | 74     | 2      |
| 2022-2023             | PD                    | San Carlos            | 17         | 0          |                 | -               | -               |                    | -                  | -                  |             | -           | -           | 17     | 0      |
| Totale carriera       | Totale carriera       | Totale carriera       | 89         | 2          |                 | -               | -               |                    | 2                  | 0                  |             | -           | -           | 91     | 2      |

### Cronologia presenze e reti in nazionale
| Cronologia completa delle presenze e delle reti in nazionale ― Panama | Cronologia completa delle presenze e delle reti in nazionale ― Panama | Cronologia completa delle presenze e delle reti in nazionale ― Panama | Cronologia completa delle presenze e delle reti in nazionale ― Panama | Cronologia completa delle presenze e delle reti in nazionale ― Panama | Cronologia completa delle presenze e delle reti in nazionale ― Panama | Cronologia completa delle presenze e delle reti in nazionale ― Panama | Cronologia completa delle presenze e delle reti in nazionale ― Panama |
| Data                                                                  | Città                                                                 | In casa                                                               | Risultato                                                             | Ospiti                                                                | Competizione                                                          | Reti                                                                  | Note                                                                  |
| --------------------------------------------------------------------- | --------------------------------------------------------------------- | --------------------------------------------------------------------- | --------------------------------------------------------------------- | --------------------------------------------------------------------- | --------------------------------------------------------------------- | --------------------------------------------------------------------- | --------------------------------------------------------------------- |
| 1-5-2022                                                              | Cary                                                                  | El Salvador                                                           | 3 – 2                                                                 | Panama                                                                | Amichevole                                                            | -                                                                     |                                                                       |
| 10-6-2022                                                             | Panama                                                                | Panama                                                                | 5 – 0                                                                 | Martinica                                                             | CONCACAF Nations League 2022-2023 - 1º turno                          | -                                                                     |                                                                       |
| 27-9-2022                                                             | Riffa                                                                 | Bahrein                                                               | 0 – 2                                                                 | Panama                                                                | Amichevole                                                            | -                                                                     | 70’ 75’                                                               |
| 18-22-2022                                                            | Abu Dhabi                                                             | Qatar                                                                 | 1 – 1                                                                 | Panama                                                                | Amichevole                                                            | -                                                                     |                                                                       |
| 5-22-2022                                                             | Marbella                                                              | Camerun                                                               | 2 – 1                                                                 | Panama                                                                | Amichevole                                                            | -                                                                     | 87’                                                                   |
| 10-6-2023                                                             | Penonomé                                                              | Panama                                                                | 3 – 2                                                                 | Nicaragua                                                             | Amichevole                                                            | -                                                                     |                                                                       |
| 4-7-2023                                                              | Houston                                                               | Panama                                                                | 2 – 2                                                                 | El Salvador                                                           | Gold Cup 2023 - 1º turno                                              | -                                                                     | 74’                                                                   |
| 6-6-2024                                                              | Panama                                                                | Panama                                                                | 2 – 0                                                                 | Guyana                                                                | Qual. Mondiali 2026                                                   | -                                                                     |                                                                       |
| Totale                                                                |                                                                       | Presenze                                                              | 8                                                                     |                                                                       | Reti                                                                  | 0                                                                     |                                                                       |

## Palmarès

### Club

#### Competizioni nazionali
- Campionato panamense: 1

Alianza Panama: Apertura 2022